# Yvré-l’Évêque
Yvré-l’Évêque település Franciaországban, Sarthe megyében. Lakosainak száma 4187 fő (2022. január 1.). Yvré-l’Évêque Savigné-l’Évêque, Champagné, Changé, Fatines, Le Mans, Saint-Corneille és Sargé-lès-le-Mans községekkel határos.

## Népesség
A település népessége az elmúlt években az alábbi módon változott:
| Lakosok száma | 4286 | 4281 | 4388 | 4228 | 4196 | 4261 | 4241 | 4192 | 4187 |
|               | 2013 | 2015 | 2016 | 2017 | 2018 | 2019 | 2020 | 2021 | 2022 |